# Saccharum spontaneum
Saccharum spontaneum L., 1771 è una pianta appartenente alla famiglia delle Poacee (o Graminacee).

## Descrizione
È un'erba perenne che può crescere fino a tre metri di altezza, con la diffusione di radici rizomatose.

## Distribuzione e habitat
Saccharum spontaneum è presente in Sicilia (unico territorio europeo dell'areale), Africa, Asia e Australia.
Questa specie è ampiamente distribuita nella maggior parte dell'India ed è un elemento comune nel paesaggio dei Ghati occidentali, sino a 1700 m di altitudine.
Nelle savane e praterie del Terai-Duar, un'ecoregione di pianura alla base dell'Himalaya in Nepal, India, Bangladesh e Bhutan, questa pianta cresce rapidamente su pianure di limo scoperte create ogni anno dalle inondazioni dei monsoni in ritirata, formando basi quasi pure sulle parti più basse della pianura alluvionale. Le praterie così create sono un habitat importante per il rinoceronte indiano (Rhinoceros unicornis).
Saccharum spontaneum è stato introdotto per coltivazione in alcune regioni tropicali del Nuovo Mondo e in Madagascar; la sua capacità di propagarsi rapidamente ha permesso a questa pianta di diventare una specie invasiva, in grado di proliferare su terre coltivate e pascoli.

## Usi
In Nepal viene raccolta per farne tetti di paglia o per recintare orti.